# Trichosalpinx trilobata
Trichosalpinx trilobata är en orkidéart som först beskrevs av William Fawcett och Alfred Barton Rendle, och fick sitt nu gällande namn av Carlyle August Luer. Trichosalpinx trilobata ingår i släktet Trichosalpinx och familjen orkidéer.
Artens utbredningsområde är Jamaica. Inga underarter finns listade i Catalogue of Life.